# Honggang (häradshuvudort i Kina)
Honggang (kinesiska: 红岗, 红岗街道, 红岗区) är en häradshuvudort i Kina. Den ligger i provinsen Heilongjiang, i den nordöstra delen av landet, omkring 150 kilometer nordväst om provinshuvudstaden Harbin. Antalet invånare är 147 977.
Runt Honggang är det tätbefolkat, med 297 invånare per kvadratkilometer. Honggang är det största samhället i trakten. Trakten runt Honggang består i huvudsak av gräsmarker.
Genomsnittlig årsnederbörd är 717 millimeter. Den regnigaste månaden är juli, med i genomsnitt 204 mm nederbörd, och den torraste är januari, med 5 mm nederbörd.